# Artéria epigástrica inferior
A artéria epigástrica inferior é um ramo da artéria ilíaca externa. Logo após sua emergência, tem íntima relação com o ligamento inguinal e com o anel inguinal interno.
Passa superiormente ao ligamento inguinal, estando localizada medialmente ao funículo espermático.